# Jean-Louis Hardouin Michelin de Choisy
Jean-Louis Hardouin Michelin de Choisy (né le 25 mai 1786 à Versailles, où il est mort le 9 juillet 1867) était un paléontologue et malacologiste français.

## Biographie
Michelin de Choisy était un Inspecteur des Finances. Il a écrit l'Iconographie zoophytologique et de nombreux articles dans le Magasin de conchyliologie.